# تجديد حضري

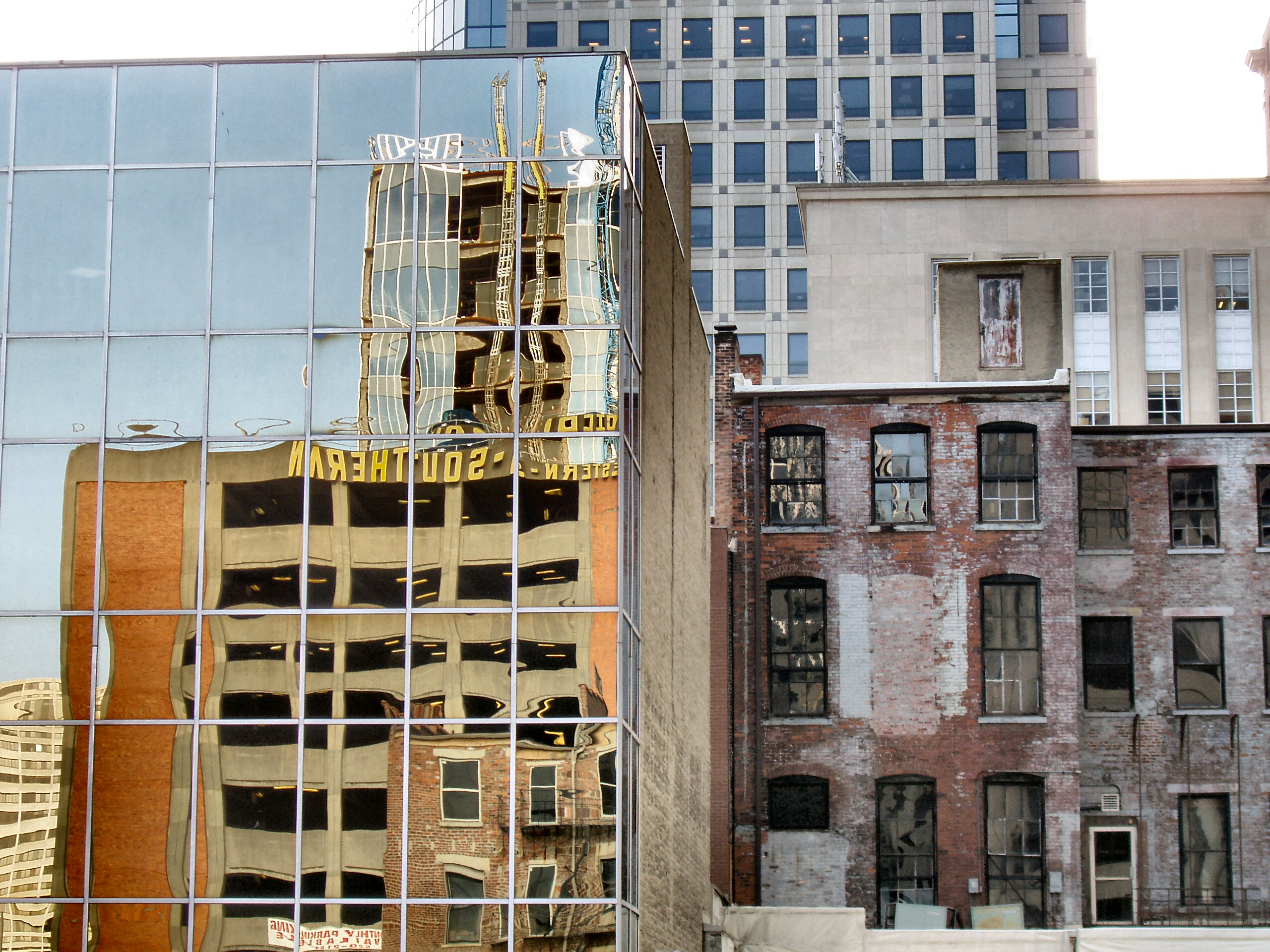

التجديد الحضري (بالإنجليزية: Urban renewal)‏ أو أيضا الإنعاش الحضري هو برنامج لإعادة تطوير الأراضي في المدن، من خلال إعادة إعمار المدينة على نفسها، وتدوير مواردها المبنية والأرضية لتتوافق مع المخططات العمرانية.
بدأت أولى محاولات التجديد الحديثة في أواخر القرن التاسع عشر في الدول المتقدمة، وشهدت مرحلة مكثفة في أواخر الأربعينيات تحت مسمى إعادة الإعمار. كان لهذه العملية تأثير كبير على العديد من المناظر الطبيعية الحضرية، حيث لعبت دورا هاما في تاريخ وديموغرافيات المدن في جميع أنحاء العالم.
تشمل عملية التجديد الحضري نقل الأعمال التجارية، هدم الهياكل، نقل الأشخاص، واستخدام حق الدولة في الاستيلاء على الممتلكات للمنفعة العامة (شراء الحكومة للممتلكات لأغراض عامة) كأداة قانونية تأخذ الممتلكات الخاصة لاستعمالها في مشاريع تنمية وتجديد المدينة. يتم تنفذ هذه العملية أيضا في المناطق الريفية، بحيث يشار إليها على أنها تجديد للقرية، على الرغم من أنها قد لا تكون هي نفسها تماما من ناحية الممارسة العملية.
يمكن أن يؤدي التجديد إلى التمدد الحضري بطريقة عمودية أو افقية، تمكن من تقليل الازدحام بعد أن تستقبل مناطق المدينة ممرات وطرق سيارة.

## نظرة عامة
يمكن للتجديد الحضري أحيانا أن بلعب دور هام لا يمكن انكاره في مجال الارتقاء بوضعية الساكنة وتحسين ظروفهم.
لذلك فمن شأن هذا إحداث آثار إيجابية ملموسة. حيث يعمل على تحسين نوعية المخزون السكني؛ زيادة الكثافة وتقليل انتشار؛ ينضاف لذلك فوائد اقتصادية تتعلق بتحسين القدرة التنافسية الاقتصادية العالمية لمركز المدينة. وقد يؤدي ذلك في بعض الحالات إلى تحسين المرافق الثقافية والاجتماعية للمدينة، وقد يعزز كذلك من فرص الأمن والمراقبة. هذه التطورات من شأنها كذلك زيادة الإيرادات الضريبية للحكومة.
في نهاية سنة 1964، أعرب نيل وايتس عن وجهة نظر مفادها أن التجديد الحضري في الولايات المتحدة أن هذا التجديد جلب معه فوائد هائلة، على غرار معالجة «المشاكل الشخصية» للفقراء، خلق أو تجديد المساكن، وتحقيق فرص تعليمية وثقافية لم تكن من قبل. لعل العديد من الأمثلة والتجارب في هذا المجال خير دليل على ذلك.

## تاريخ
تمثل عملية تجديد الوحدات السكنية ظاهرة قديمة جدا، تكون حتمية في كثير من الأحيان،  وعلى سبيل المثال بعد حدوث الحروب والكوارث الطبيعية (حرائق، فيضانات، زلازل، موجات تسونامي وغيرها...)، تطور تقنيات أو معايير البناء، وتطور الاحتياجات الناشئة (خاصة عندما تكون مساحة البناء محدودة) أو تنوع طبقات الاستيطان المختلفة.
ظهر مفهوم التجديد الحضري كوسيلة للإصلاح الاجتماعي في إنجلترا استجابة للظروف الغير صحية المتزايدة لفقراء المناطق الحضرية في المدن السريعة التصنيع خلال القرن التاسع عشر. تفترض خطة العمل التي تم تسطيرها، أن ظروف السكن الأفضل من شأنها أن تصالح الساكنة أخلاقيا واقتصاديا. هناك أيضا أسلوب آخر للتجديد، فرضته الدولة للتحسين من جمالية وكفاءة المدن، ويمكن القول أنه بدأ فعليا في سنة 1853، عندما كلف لويس نابليون جورج أوجين هوسمان بمهمة إعادة تطوير مدينة باريس.

### المملكة المتحدة
منذ سنوات خمسينيات القرن التاسع عشر فصاعدا، بدأت الظروف الرهيبة لفقراء في المناطق الحضرية  في الأحياء الفقيرة بالمناطق العشوائية في لندن تجتذب انتباه المصلحين الاجتماعيين والمحسنين، الذين بدأوا حركة للإسكان الاجتماعي. أول منطقة تم استهدافها كانت الأحياء الفقيرة السيئة السمعة المعروفة باسم «ديفيلز أرك» (تعني ترجمتها الحرفية «أرض الشيطان») بالقرب من وستمنستر. تم تمويل هذه الحركة الجديدة إلى حد كبير من قبل جورج بيبودي و«بيبودي تروست» (صندوق تبرع)، فكان لها الأثر الدائم على الطابع الحضري لوستمنستر.
بدأت عملية تطهير العشوائيات بمباني روتشستر في زاوية شارع بيي القديم وشقق الإيجار بيركينس، التي بنيت في سنة 1862 من قبل التاجر الإنجليزي «ويليام جيبس». وهي واحدة من أولى مشاريع الإسكان الخيري الواسعة النطاق في مدينة لندن. في سنة 1877 بيعت مباني روتشستر إلى بيبودي تروست، وأصبحت تعرف باسم كتل «إي» إلى «دي» المكونة من عقارات بيركن القديمة للإيجارات. قامت البارونة الأولى «بورديت كوتس» بتمويل عقار سكني اجتماعي تجريبي، كان الأول من نوعه، على زاوية طريق كولومبيا وشارع بيي القديم (تم هدمه الآن).
في سنة 1869 بنيت «بيبودي تروست» التي تعد واحدة من بين أولى العقارات السكنية الاجتماعية في برورز غرين، بين شارع فيكتوريا وسانت جيمز بارك. بحلول سنة 1875، تم تطهير ما تبقى من فدان الشيطان على الجانب الآخر من شارع فيكتوريا، وبنيت المزيد من عقارات
بيبودي.
أنشئ مجلس مقاطعة لندن في سنة 1889، وبحلول سنة 1890 أعلنت "نيشول القديمة الواقعة الطرف الشرقي كمنطقة عشوئية، وعليه أمر المجلس  بتصفيتها وإعادة بنائها، بلغت المساحة التي شملها القرار حوالي 15 فدانا. في سنة 1891 بدأت إزالة الأحياء العشوائية، حيث شملت 730 منزلا يسكنها
ما يعادل 5719 شخصا. كان من المخطط إقامة ما مجموعه 069 1 شقة معة للإيجار، معظمها من غرفتين أو ثلاث، في أفق استعاب 524 5 شخصا. وعد المشروع بوضع «معايير جمالية جديدة لإسكان الطبقات العاملة» كما اشتمل على مغسلة جديدة و 188 متجرا و 77 ورشة عمل، أما الكنائس والمدارس فقد جرى الاحتفاظ بها. بدأ بناء المشروع في سنة 1893 وافتتحه أمير ويلز في سنة 1900.
ظهرت خطط أخرى من هذا القبيل خلال ثمانينيات القرن التاسع عشر، حيث بيعت العديد من المواقع التي تم تطهيرها حديثا للمطورين العقاريين، شملت «وايت تشابل»، «وايلد ستريت»، «ويتكروس ستريت» و«كليركينويل».
هناك حاليا مشروعان رئيسيان للتجديد العمراني يجريان بلندن، إليفانت بارك في إليفانت أند كاست، وفي ستراتفورد. كلاهما ينفذ من قبل شركة «ليندليس»، وهي شركة متعددة الجنسيات تركز على إعادة تطوير المناطق الحضرية المهملة.

### الولايات المتحدة
انطلقت مشاريع التجديد الحضري واسعة النطاق بالولايات المتحدة خلاء فترة ما بين الحربين.
شملت المشاريع النموذجية للتجديد الحضري، تصميم وبناء سنترال بارك في نيويورك وتنفيذ ما سمي آن ذاك «خطة شيكاغو لعام 1909»، التي سهر على إعدادها المهندس المعماري الأمريكي دانيال بورنهام. وبالمثل، قاد جاكوب ريس جهوده للدعوة إلى هدم المناطق المتدهورة في نيويورك في أواخر القرن التاسع عشر. كانت عملية إعادة تطوير أجزاء كبيرة من مدينة نيويورك وكذا ولاية نيويورك من قبل روبرت موسى خلال الفترة الممتدة بين سنوات الثلاثينات والسبعينات، مثالا بارز للتطوير الحضري. حيث كلف موسى بمهمة بناء جسور جديدة، طرق سريعة، مشاريع إسكان، وحدائق عامة.
بدأت مدن أخرى في جميع أنحاء الولايات المتحدة هي الأخرى في خلق برامج لإعادة التطوير خلال أواخر الثلاثينيات وفي الأربعينيات. ركزت هذه المشاريع المبكرة عموما على تطهير الأحياء العشوائية، ونفذتها سلطات الإسكان العامة المحلية، التي كانت مسؤولة عن إزالة العشوائيات وبناء مساكن جديدة بأسعار معقولة.
خرج «قانون الإسكان لعام 1949» أخيرا لأرض الوجود، والذي من شأنه إعادة تشكيل المدن الأمريكية. بموجب هذا القانون ستتلقى المدن الأمريكية تمويلا اتحاديا يغطي تكاليف حيازة مناطق من المدن تعتبر «عشوائية»، ليتم في وقت لاحق تفويتها للمطورين العقاريين من القطاع الخاص لكي يقومو ببناء مساكن جديدة عليها. سميت هذه العملية في ذلك الوقت باسم «إعادة التطوير الحضري». وكان
مع إقرار قانون الإسكان لعام 1954، كانت عبارة «التجديد الحضري» ذات شعبية، الشئ الذي جعل هذه المشاريع أكثر إغراء للمطورين العقاريين، من خلال توفير رهون العقارية مدعومة من هيئة الإسكان.
في أعقاب هذه المشاريع الطموحة تحسنت بعض المناطق، في حين تراجعت مناطق أخرى، مثلا في «ليبرتي الشرقية» و«منطقة هيل»، إذ أدت هذه المشاريع إلى تغيير أنماط المرور، وعرقلة حركة المركبات في الشوارع، كما قامت في أحيان أخرى بعزل أو تقسيم الأحياء بسبب الطرق السريعة، وأبعدت أعدادا كبيرة من الإثنيات والأقليات. دمر حي بأكمله (لتحل محله الحلبة الحضرية)، ما أدي إلى تشريد 8000 شخص (معظمهم من الفقراء والسود).
بسبب الطريقة التي استهدفت بها الطبقات الأكثر حرمانا من ساكنة الولايات المتحدة، أطلق الروائي والكاتب الأمريكي الشهير جيمس بالدوين على عملية التجديد الحضري في الولايات المتحدة اسم «إزالة الزنوج» في سنوات الستينيات.
لم يتم إدخال مصطلح «التجديد الحضري» في الولايات المتحدة الأمريكية حتى تم تعديل قانون الإسكان مرة أخرى في سنة 1954. كان هذا أيضا العام الذي أيدت فيه المحكمة العليا الأمريكية الصلاحية العامة لقوانين إعادة التطوير الحضري في القضية التاريخية بيرمان ضد باركر.